# مسجل خطر (فلم)
مسجل خطر هو فيلم مصري عرض عام 1991، بطولة عادل إمام وصلاح قابيل وسعيد عبد الغني وحاتم ذو الفقار ومصطفى متولي، من تأليف وحيد حامد ومن إخراج سمير سيف.

## قصة الفيلم
يدخل اللص سيد كباكا (عادل إمام) السجن ليقضي عقوبته، حيث يتعرف باثنين من المساجين، الأول بدر سليم القواد (سعيد عبد الغني) والثانى مصطفى أبو العز (صلاح قابيل) الذي اضطر للاعتراف كذبًا بارتكاب سرقة كبرى قام بها شركاؤه للحصول على مال لعلاج زوجته، وبعد الإفراج عنهم يعود كاباكا لسرقة السيارات، وبدر لجمع أجمل الفتيات لنشاط الدعارة، بينما يكتشف مصطفى أن شركاؤه تخلوا عن زوجته وتركوها تموت وأودعوا ابنته الوحيدة ملجأ الأيتام، ويقدمون له مبلغًا كبيرًا من المال لا يقنع به كحق له. يجتمع كاباكا مع بدر ومصطفى ويتفقون على الانتقام من شركاء مصطفى أبو العز، وينجحون في الحصول على مبلغ ضخم من الدولارات، ويصاب مصطفى أثناء مطاردة شركاؤه السابقين له وقبل أن يلفظ أنفاسه الأخيرة يوصى كباكا بتسليم ابنته لعمها في الصعيد ويتعاطف المجرم العتيد مع الطفلة البريئة وسط مطاردات العصابة إلى أن ينقذها رجال الشرطة من الموت في اللحظة الأخيرة.

## طاقم التمثيل
- عادل إمام: (سيد كباكا)
- صلاح قابيل: (مصطفى أبو العز)
- سعيد عبد الغني: (بدر سليم)
- حاتم ذو الفقار: (تامر سامح "توتو")
- مصطفى متولي: (طارق شاهين)
- محمد الدفراوي: (أيوب)
- سناء شافع: (صفوت شلبى)
- هديل: (ياسمين - الطفلة)
- محمد أبو العينين: (سرور الحناوى)
- نادية رفيق: (سليمة)
- فكري صادق: (خشبة)
- مقبولة علم الدين: (صاحبة البيت)
- برديس: (الراقصة)
- حلمي شفيق: (أبو حلق)
- هند عاكف: (السكرتيرة)
- محمد صفوت: (ضابط المباحث)
- هريدي عمران: (مرسي)
- إيمان حمدي: (سمية - الراقصة)

### بالاشتراك مع
| - عبير عادل: (كوكي) - ياسمينا - وفاء شهاب - مها عزت - أحلام خالد - نجاح محمد - عادل هلال: (عوض) - سمير رستم: (شحتة) - نبيل الهواري - مصطفى هاشم: (السكري) - نجوى ربيع | - أحمد الألفي - جمال أدهم - محمد عتريس: (عتريس) - فؤاد فرغلي: (تاجر السلاح) - أحمد كمالي: (عسكري بالقسم) - حسام سليمان - حافظ الإبياري - فوزي الشرقاوي - محمد المكاوى - صلاح صادق: (كمبوش) | - أحمد العضل - كمال عبد الشافي - عبد العزيز مبارك - عادل أبو الغيط - حللي محمد - حلمي الغمراوي: (القهوجي) - سيد مصطفى: (ضابط) - رجب العسال - فوزي عبد العال - عادل عطية | - عادل سليمان - محمد حلمي - جلال ميامي - إبراهيم الطوخي - جمال الطوخي - محمد ثروت - حمدي زين - سمير حسين - حسين عرعر - يسري |

## فريق العمل
- إخراج: سمير سيف
- تأليف: وحيد حامد
- مدير التصوير: سمير فرج
- مونتاج: سلوى بكير
- موسيقى تصويرية: هاني شنودة
- إنتاج: أفلام مصر العربية (واصف فايز)
- توزيع داخلي: أفلام مصر العربية (واصف فايز)
- توزيع خارجي: ساني لاند فيلم إنترناشيونال (محمد ياسين)

## وصلات خارجية
- مقالات تستعمل روابط فنية بلا صلة مع ويكي بيانات